# 利夫芒廷鎮區 (北達科他州伯克縣)
利夫芒廷鎮區（英語：Leaf Mountain Township）是位於美國北達科他州伯克縣的一個鎮區。

## 地方資料
利夫芒廷鎮區的面積為93.22平方千米，當中陸地面積為90.07平方千米，而水域面積為3.15平方千米。根據2010年美國人口普查的數據，當地共有人口21人，而人口密度為每平方千米0.23人。